# Fageruddsåsens naturreservat
Fageruddsåsens naturreservat är ett naturreservat på Fageruddsåsen invid Svinnegarnsviken i Enköpings kommun i Uppsala län.
Området är naturskyddat sedan 1983 och är 27 hektar stort. Reservatet består av tallar på krönet, granar på sluttningarna och lövskog längst ner. 